# Palystes reticulatus
Palystes reticulatus är en spindelart som beskrevs av William Joseph Rainbow 1899. Palystes reticulatus ingår i släktet Palystes och familjen jättekrabbspindlar.
Artens utbredningsområde är Santa Cruzöarna. Inga underarter finns listade i Catalogue of Life.